# Tad (groupe)
Pour les articles homonymes, voir Tad.
Tad, également stylisé TAD, est un groupe de grunge américain, originaire de Seattle, dans l'État de Washington. Formé en 1988, le groupe, nommé d'après son chanteur et guitariste Tad Doyle, est dissout en 1999. Il joue avec Nirvana (à l'époque peu connu) en 1989 lors d'une tournée européenne organisée par Sub Pop, label commun aux deux groupes. Tad Doyle était lui-même une figure de Seattle (au même titre que Kurt Danielson) : ancien boucher, physiquement impressionnant (il pèse au-delà de 100 kilos), il apparaît même dans un des épisodes de la bande dessinée « Hate » de Peter Bagge.
Le groupe compte trois premiers albums studio chez Sub Pop, entre 1989 et 1991. Tad a également enregistré deux Peel Sessions, respectivement en 1989 et 1990. En 1993 le groupe signe chez Giant, une filiale de Warner. Ils seront renvoyés du label dès l'année suivante, vu le manque de succès de l'album Inhaler (1993). Le guitariste des débuts, Gary Thorstensen, quitte le groupe en 1994. Tad enregistre et sort en 1995 Live Alien Broadcasts, sorte de best of live du groupe. Un cinquième album, Infrared Riding Hood, sort également en 1995. Puis le batteur Josh Sinder quitte à son tour le groupe. Kurt Danielson, émigré en France au début des années 2000, est retourné à Seattle en 2007. Un DVD récapitulant la carrière du groupe est sorti, et un nouvel album, enregistré avant le split du groupe mais jamais édité, est prévu pour la fin 2008.

## Biographie

### Formation et période Sub Pop (1988–1991)
Mené par Tad Doyle (né Thomas Arthur Doyle) au chant et à la guitare, Tad est formé au début de 1988 par Doyle, un batteur qui se reconvertira en guitariste et chanteur, qui demandera au bassiste Kurt Danielson de les rejoindre. Le groupe de Danielson, Bundle of Hiss, jouait avec l'ancien groupe de Doyle (dans lequel il jouait de la batterie) H-Hour. Tad recrute le batteur Steve Wied (ex-Skin Yard et Death and Taxes) et le guitariste Gary Thorstensen (ex-Treeclimbers) pour compléter la formation originale. Tad est l'un des premiers groupes signés au label indépendant Sub Pop Records.
En 1988, Doyle publie le single Daisy/Ritual Device chez Sub Pop, produit par Jack Endino, pour lequel Doyle écrira et jouera. Le premier album de Tad, God's Balls est publié au début de 1989 et aussi produit par Endino. En mars 1990, le groupe publie l'EP Salt Lick, enregistré par Steve Albini. Le single Wood Goblins est publié la même année, mais son clip semblerait banni de MTV. Après une tournée européenne avec Nirvana, Tad revient à Seattle et enregistre un deuxième album, 8-Way Santa (1991). Produit par Butch Vig (Nevermind de Nirvana, ou Siamese Dream des Smashing Pumpkins), l'album est plus axé pop que ses prédécesseurs, avec des chansons comme Jinx, Stumblin' Man et Jack Pepsi. Jack Pepsi est publié comme single, mais Pepsi poursuivra le groupe pour l'usage de sa marque sans autorisation.

### Années et séparation (1992–1999)
Après une brève apparition sur Singles, Tad se voit offrir un contrat par le label major Giant Records, propriété de Warner Music Group. Cependant, Steve Wied quitte le groupe pour se joindre à Willard, puis à Foil. Rey Washam (ex-Scratch Acid) le remplace brièvement à la batterie en 1991, puis est lui-même remplacé par Josh Sinder (ex-The Accüsed). Sinder débute avec Tad sur leur dernière chanson publiée par Sub-Pop, le single Salem/Leper. Leur premier album chez une major, Inhaler, est publié dans l'année et bien accueilli par la presse spécialisée.
En 1995, le groupe publie Live Alien Broadcasts chez Futurist Records. Thorstensen quitte le groupe, qui parvient à signer un contrat avec EastWest/Elektra Records, un autre label propriété de Warner, en 1995. Ils publient leur cinquième album, Infrared Riding Hood. Plus tard, ils sont renvoyés du label. Ils continuent de jouer avant le départ de Sinder pour former Hot Rod Lunatics. Il est remplacé à la batterie par Mike Mongrain de Foil.

### Post-séparation
Une très brève réunion du groupe prend place au concert spécial 25 ans de Sub Pop Records le 13 juillet 2013 à Seattle, Washington. Tad Doyle et Gary Thorstensen se joignent aux Brothers of the Sonic Cloth pour jouer des chansons issues de God's Balls, Salt Lick et 8-Way Santa.

## Membres
- Tad Doyle - chant, guitare (1988–1999)
- Kurt Danielson - basse, chant (1988–1999)
- Gary Thorstensen - guitare (1988-1994)
- Steve Wied - batterie (1989-1991)
- Rey Washam - batterie (1991-1992)
- Josh Sinder - batterie (1993-1996)
- Mike Mongrain - batterie (1996-1999)

## Discographie
- 1988 : Daisy 7" (Sub Pop)
- 1989 : God's Balls (Sub Pop)
- 1990 : Loser 7" (Sub Pop)
- 1990 : Salt Lick (Sub Pop)
- 1990 : Jinx 7" (Sub Pop)
- 1991 : Jack Pepsi 7" (Sub Pop)
- 1991 : 8-Way Santa (Sub Pop)
- 1991 : Jack Pepsi EP (Sub Pop)
- 1993 : Salem EP (Sub Pop)
- 1993 : Inhaler (Giant/Mechanic)  (Giant/Mechanic)
- 1995 : Live Alien Broadcasts (Futurist Records)
- 1995 : Infrared Riding Hood (EastWest/Elektra)
- Dementia 7" (EastWest/Elektra)
- Red Eye Angel 7" (EastWest/Elektra)

### Bootlegs et splits
- 1989 : Tad/Pussy Galore (split 7) (Sub Pop)
- Great Last Meal Deals (bootleg)
- Texas Chainsaw Assault (bootleg)

### EP
- 1992 : Lycantrope 7" (Pusmort)
- 1995 : Leafy Incline
- 1997 : Obscene Hand 7" (Amphetamine Reptile Records)
- 1999 : Oppenheimer's Pretty Nightmare 7" (Up Records)